# Chelonus alpinus
Chelonus alpinus är en stekelart som beskrevs av Mccomb 1968. Chelonus alpinus ingår i släktet Chelonus och familjen bracksteklar. Inga underarter finns listade i Catalogue of Life.